# Chnaurococcus sera
Chnaurococcus sera är en insektsart som först beskrevs av Borchsenius 1958.  Chnaurococcus sera ingår i släktet Chnaurococcus och familjen ullsköldlöss. Inga underarter finns listade i Catalogue of Life.